# Józef Baczewski

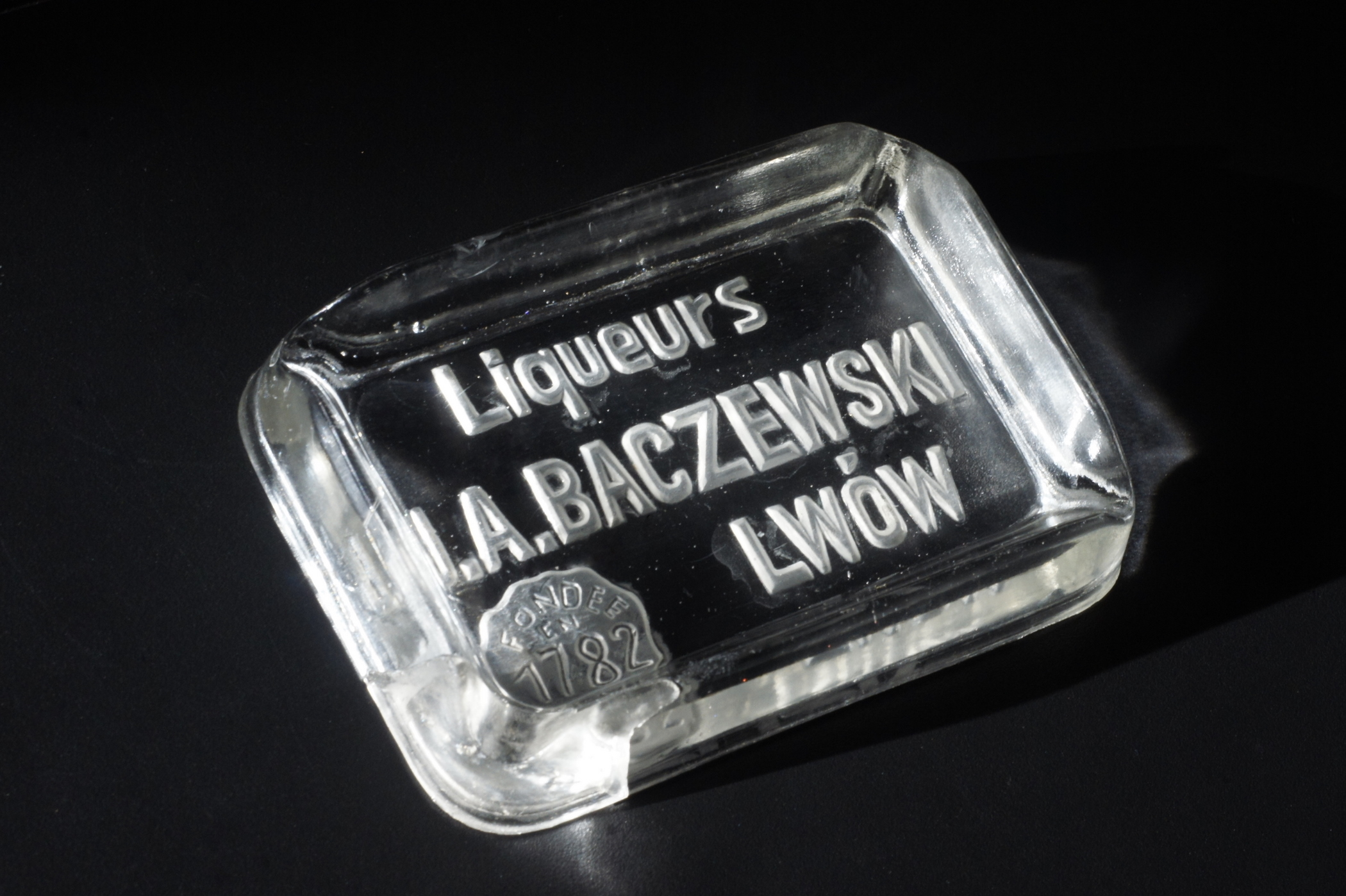
Popielniczka reklamowa fabryki wódek i likierów J. A. Baczewskiego (okres międzywojenny)

Józef Adam Baczewski (często pisany jako Adam Józef Baczewski) (ur. 1829, zm. 16 maja 1911 we Lwowie) – polski przemysłowiec, powstaniec styczniowy.

## Życiorys

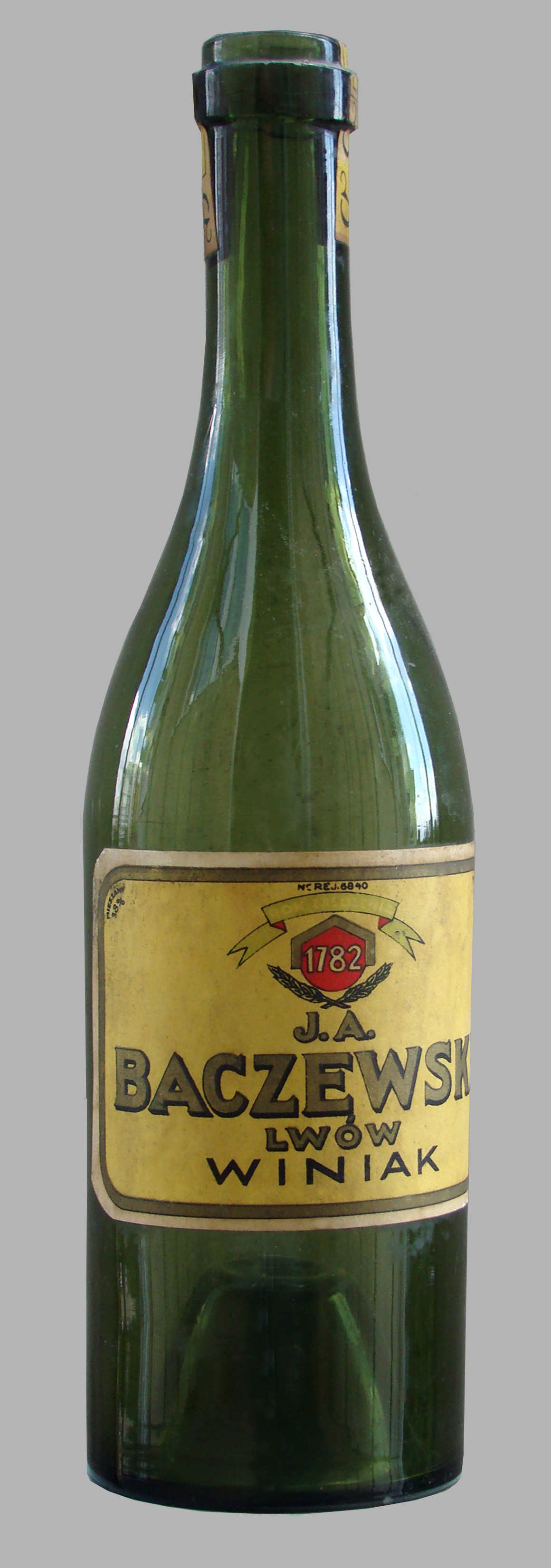
Oryginalny winiak Baczewskiego z r. 1939

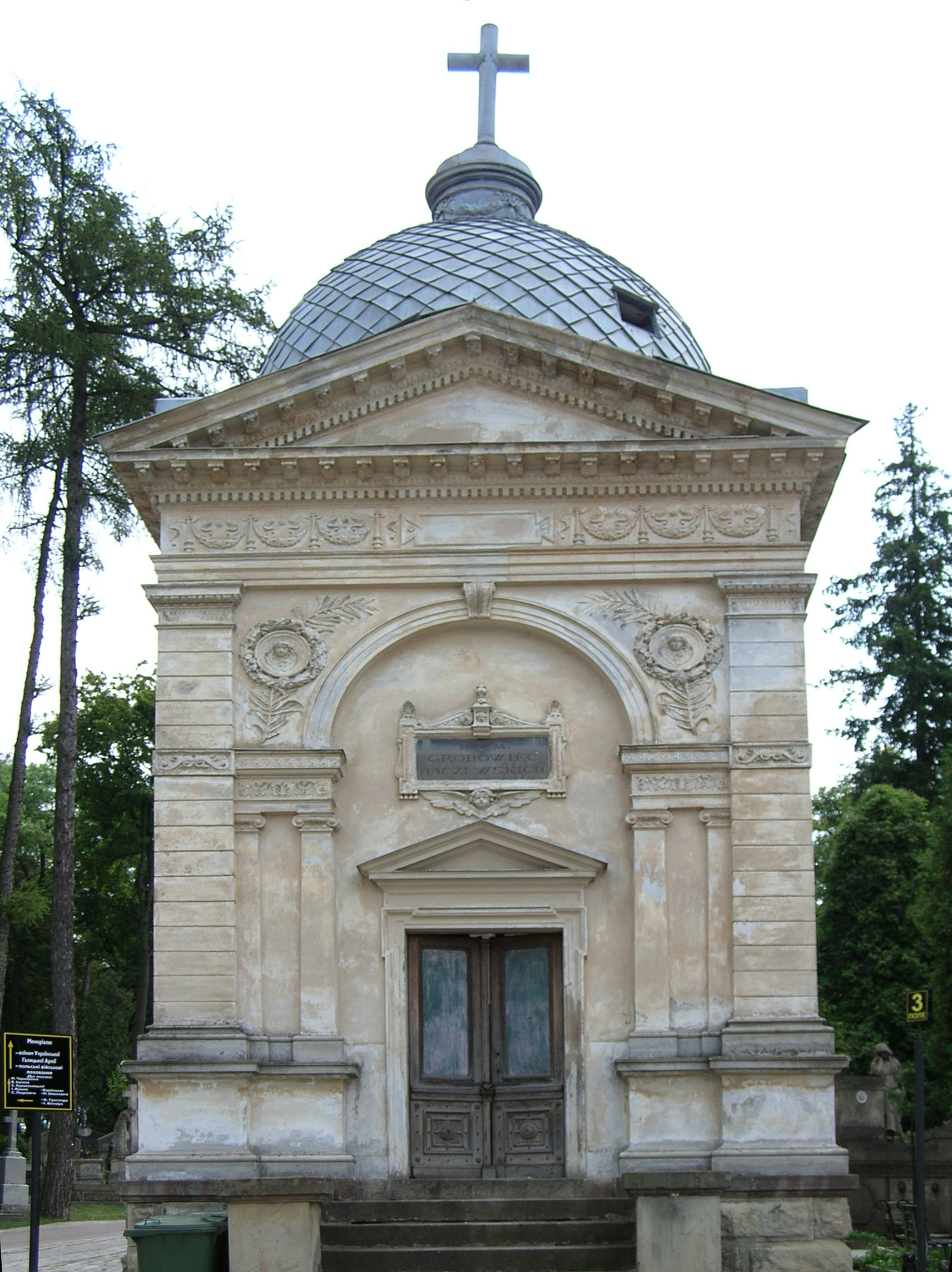
Kaplica grobowa Baczewskich na Cmentarzu Łyczakowskim

Ukończył Politechnikę Lwowską. Od 1856 r. właściciel fabryki wódek i likierów we Lwowie, założonej przez rodzinę Baczewskich w 1782. Adam Baczewski dzięki zainwestowaniu w importowaną nowoczesną aparaturę, budowie rafinerii spirytusu i przede wszystkim dzięki wprowadzeniu nowatorskich metod reklamy (zwłaszcza bardzo ozdobnych i zróżnicowanych butelek – karafek oraz etykiet) uczynił ze swojej firmy największego producenta alkoholu w Polsce i jednego z największych w środkowej Europie. Jednocześnie wprowadził swoje produkty na rynki europejskie, zdobywając szereg nagród na międzynarodowych wystawach i rozszerzając tym samym międzynarodową renomę polskiej wódki. Eksportował do wielu krajów europejskich (m.in. Niemcy, Francja, Wielka Brytania), a także na inne kontynenty (Ameryka Północna, Ameryka Południowa, Australia) pod handlową marką J.A. Baczewski. W okresie II Rzeczypospolitej alkohole spod marki J.A. Baczewski cieszyły się niezmierną popularnością wśród ówczesnych elit. Część majątku przeznaczał na cele filantropijne.
Od 1871 r. radny miejski Lwowa.
Ufundował jedną z największych kaplic grobowych na Cmentarzu Łyczakowskim zbudowaną przez znanego polskiego architekta Jana Schultza w 1883 r. i przeznaczoną na mauzoleum rodziny Baczewskich.
Z żoną Wiktorią Rosenzweig miał dwóch synów: Leopolda – wiceprezydenta Izby Handlowej we Lwowie i prezesa lwowskiej Rady Powiatowej, Henryka i córkę: panią Padewską.

## Zakład Baczewskich

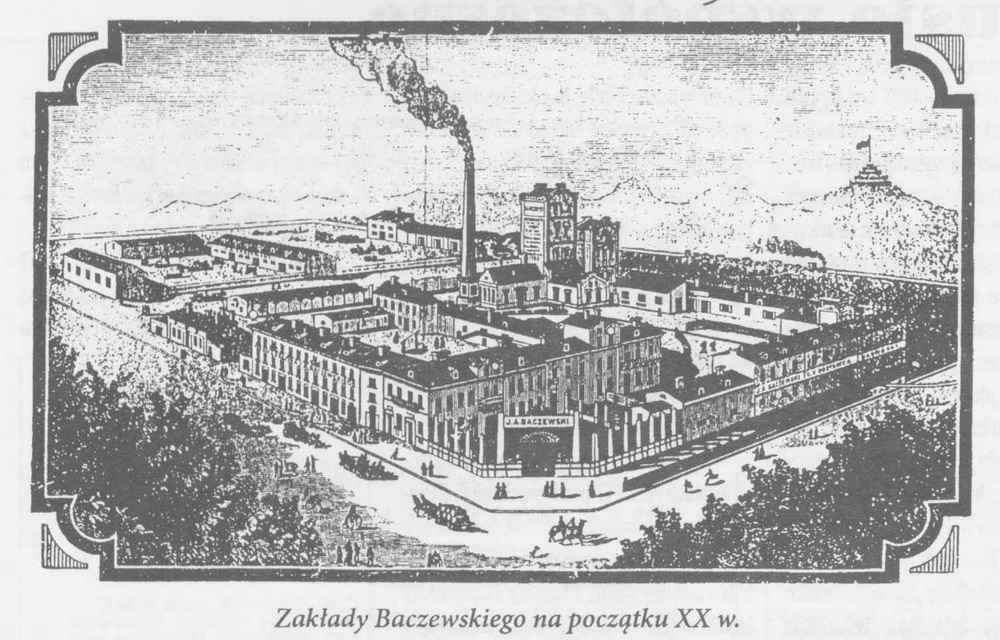
Fabryka J. A. Baczewski we Lwowie na początku XX wieku

W 1910 roku władze austriackie przyznały zakładowi Baczewskich Godło Cesarskiego Orła, dodając wytwórni splendoru, poprzez nadanie prawa do umieszczenia na szyldzie i etykietach napisu Cesarsko-Królewski Dostawca Dworu. Po Józefie fabrykę prowadzili jego synowie Henryk i Leopold, a w okresie międzywojennym wnukowie Adam i Stefan. Firma Baczewskich istniała we Lwowie do 1939, gdy fabryka została zbombardowana przez lotnictwo niemieckie, a resztę sprzętu i zapasów rozgrabili Sowieci. Adam i Stefan Baczewscy zostali ofiarami zbrodni katyńskiej.
Po 1945 r. potomkowie Józefa Adama Baczewskiego reaktywowali firmę w Wiedniu i wyroby spirytusowe są tam produkowane do dziś pod marką J.A. Baczewski. Marka J.A. Baczewski powróciła na polski rynek alkoholowy najpierw w latach 90. XX wieku jako produkt Polmosu Starogard Gdański na licencji austriackiej oraz ponownie w roku 2011 ze specjalnie z tej okazji zaprojektowanymi oryginalnymi (polskie wzory odróżniają się od innych wypuszczonych na rynki europejskie) butelkami w kształcie karafek oraz etykietami.
Od 2013 roku we Lwowie działa popularna Restauracja Baczewskich, która nawiązuje do tradycji wytwórni. Sześć lat później podobny lokal otwarto w Warszawie przy Alei Szucha niedaleko Ambasady Ukrainy.